# Horacio Cisternas
Julio Horacio Cisternas Bravo (Chile, 9 de julio de 1931-2 de mayo de 1999), conocido como Horacio Cisternas, fue un jugador de fútbol, y se desempeñaba como delantero. La trayectoria de Cisternas destacó principalmente por sus actuaciones con Universidad Católica, club en el cual convirtió 76 goles. Fue uno de los anotadores en la máxima goleada en la historia del Clásico Universitario, 5:0 a favor de Católica.

## Palmarés

### Torneos nacionales de reservas
| Título             | Equipo               | País  | Año  |
| ------------------ | -------------------- | ----- | ---- |
| Torneo de Reservas | Universidad Católica | Chile | 1951 |

### Torneos nacionales oficiales
| Título           | Club                 | País  | Año  |
| ---------------- | -------------------- | ----- | ---- |
| Primera División | Universidad Católica | Chile | 1954 |
| Segunda División | Universidad Católica | Chile | 1956 |